# Halowe Mistrzostwa Europy w Lekkoatletyce 1985 – bieg na 400 m kobiet
Bieg na 400 metrów kobiet – jedna z konkurencji biegowych rozgrywanych podczas halowych lekkoatletycznych mistrzostw Europy w  hali Stadion Pokoju i Przyjaźni w Pireusie. Eliminacje zostały rozegrane 2 marca, a bieg finałowy 3 marca 1985. Zwyciężyła reprezentantka Niemieckiej Republiki Demokratycznej Sabine Busch. Tytułu zdobytego na poprzednich mistrzostwach nie broniła Taťána Kocembová z Czechosłowacji.

## Rezultaty

### Eliminacje
Rozegrano 2 biegi eliminacyjne, do których przystąpiło 10 biegaczek. Awans do finału dawało zajęcie jednego z pierwszych dwóch miejsc w swoim biegu (Q).  Skład finału uzupełniła zawodniczka z najlepszym czasem wśród przegranych (q).
Opracowano na podstawie materiału źródłowego.
Bieg 1
| Miejsce | Zawodniczka     | Czas  | Uwagi |
| ------- | --------------- | ----- | ----- |
| 1       | Dagmar Neubauer | 52,50 | Q     |
| 2       | Erica Rossi     | 53,34 | Q     |
| 3       | Blanca Lacambra | 54,34 |       |
| 4       | Fabienne Lise   | 54,49 |       |
| 5       | Semra Aksu      | 54,54 |       |

Bieg 2
| Miejsce | Zawodniczka     | Czas  | Uwagi |
| ------- | --------------- | ----- | ----- |
| 1       | Sabine Busch    | 52,92 | Q     |
| 2       | Alena Bulířová  | 53,53 | Q     |
| 3       | Regine Berg     | 53,80 | q     |
| 4       | Antonella Ratti | 54,98 |       |
| 5       | Patricia Amond  | 56,86 |       |

### Finał
Opracowano na podstawie materiału źródłowego.
| Miejsce | Zawodniczka     | Czas  |
| ------- | --------------- | ----- |
| 1       | Sabine Busch    | 51,35 |
| 2       | Dagmar Neubauer | 51,40 |
| 3       | Alena Bulířová  | 52,54 |
| 4       | Erica Rossi     | 52,59 |
| 5       | Regine Berg     | 53,15 |